# Dassault Aviation
Dassault Aviation (francoska izgovorjava: [daso]) je francoski proizvajalec vojaških in civilnih letal. Podjetje je podružnica Dassault Group. Podjetje je leta 1929 ustanovil Marcel Bloch kot Société des Avions Marcel Bloch ali "MB". Po 2. Svetovni vojni je Marcel Bloch spremenil ime v Marcel Dassault, spremenilo se je tudi ime družbe v Avions Marcel Dassault. Leta 1971 je Dassault prevzel Breguet in tako je nastal Avions Marcel Dassault-Breguet Aviation (AMD-BA). Leta 1990 se je družba preimenovala v Dassault Aviation.
Leta 1981 so ustanovili Dassault Systèmes, ki je razvil program za račualniško podprto dizajniranje (CAD) CATIA

## Vojaška letala
- MD 315 Flamant, 1947
- MD 450 Ouragan, 1951
- MD 452 Mystère II, 1952
- MD 453 Mystère III, 1952
- MD 454 Mystère IV, 1952
- MD 550 Mirage, 1955
- Super Mystère, 1955
- Mirage III, 1956,
- Mirage IIIV (1965–1966)
- Étendard II, 1956
- Étendard IV, 1956
- MD 410 Spirale, 1960
- Mirage IV (bombnik), 1960
- Balzac, 1962
- Atlantique 1965
- Mirage F1, 1966
- Mirage 5, 1967
- Mirage G, 1967
- Milan, 1968
- Mirage G-4/G-8, 1971
- Alpha Jet, 1973
- Jaguar (50/50 sodelovanje z BAC)
- Super Étendard, 1974
- Falcon Guardian 01, 1977
- Mirage 2000, 1978
- Mirage 2000N/2000D 1986
- Mirage 4000, 1979
- Mirage 50, 1979
- Falcon Guardian, 1981
- Atlantique 2 (ATL 2), 1982
- Mirage III NG, 1982
- Rafale, 1986
- nEUROn, planiran  2011

## Civilna letala
- Falcon
  - Falcon 10 (Falcon 100)
  - Falcon 20 (Falcon 200)
  - Falcon 30
  - Falcon 50
  - Falcon 900
  - Falcon 2000
  - Falcon 5X
  - Falcon 7X (originalano Falcon FNX)
  - Falcon 8X
- Dassault M.D.320 Hirondelle
- Dassault Mystere 30 – 30/40 sedežni regionalni reaktivec, ni vstopil v serijsko proizvodnjo
- Mercure
- Dassault Communauté